# こたにな々
こたにな々（こたになな）は、日本のフリーライター、占い師、YouTuber、詩人。兵庫県神戸市出身、東京都在住。
神戸芸術工科大学デザイン学部（現・芸術工学部）ビジュアルデザイン学科出身。
音楽やYouTuberなどのカルチャーに関する執筆活動（主にコラムやインタビュー）を軸に、本人による占い関連の仕事も行っている。

## 経歴

### 詩人
2006年、神戸芸術工科大学 デザイン学部（現・芸術工学部）ビジュアルデザイン学科に入学。その後、グラフィックデザイナーの戸田ツトム研究室に在籍し、エディトリアルデザインやブックデザインを学んでいる。 2009年以降、詩集の制作を開始。学外での展覧会や文学フリマなどのイベントに出品している。
2011年2月11日〜13日、「神戸芸術工科大学 卒展 カオス2011」（神戸・兵庫県立美術館 原田の森ギャラリー）に詩集を出展。
2013年4月23日～30日、「本展」（神戸・MAISON ET TRAVAIL & PORT GALLERY）に詩集を出展。
2014年3月19日〜23日、「PLATEAU」（東京・表参道スパイラルガーデン）に詩集を出展。
2016年2月、『紙手水本Ⅱ』（新宿書房 ISBN 978-4-88008-460-2 C0070）掲載。
2019年6月〜 透明のフィルムに詩を印刷した『サクリファイス都市 ①色彩都市』が代官山 蔦屋書店をはじめ、都内書店で販売される。
2020年7月17日、神戸新聞 但馬版 広告欄にて詩を書き下ろす（絵は画家の寺門孝之）（「“ウイルスなんて吹き飛ばそう” 新聞広告クリエイティブリレー」）。

### ライター
2017年、noteにイベントや展覧会のレポートを投稿し始める。
2018年4月〜7月、慶應義塾大学 春期講義「都市型ポップス概論」のWEBレポートを音楽プロデューサー牧村憲一監修の下で執筆担当。
9月、 21_21 DISIGN SIGHTで行われた「AUDIO ARCHITECTURE：音のアーキテクチャ展」のレポートを関係者（ディレクター 中村勇吾・音楽 小山田圭吾（コーネリアス）・会場構成 片山正通・グラフィックデザイン 北山雅和）許諾のもと、完全自主制作でZINEとして販売。
10月、ユーザー記事投稿をきっかけに、ポップカルチャーを扱う「KAI-YOU.NET」で正式にライターとしてデビュー。
2020年4月〜「RealSound Tech」でも執筆開始。以降、YouTuberのコラム記事執筆が増える。
2021年3月〜、占いに関する専門的な記事の執筆を開始。
2024年3月11日〜16日、東京コレクション「Rakuten Fashion Week TOKYO 2024 Autumn/Winter collection」にて、出展ブランド pays des fées (ペイデフェ) のコレクションステートメントを執筆担当。 過去にはアーバンギャルド 松永天馬やゆっきゅん、須藤彩乃がステートメントを担当している。

### 占い
2019年、タロットを独学で始める。
2020年、占い師で音楽家のジョン（犬）にタロットを習う形で師事。
サビアン占星術を直居あきらの門下生より教授・修得。
自身のオンラインストアで個人鑑定を開始。
2021年4月、星ひとみや石井ゆかり、水晶玉子らの占い師WEBコンテンツを多数手がける株式会社ザッパラスと共同でYouTubeチャンネルを開始（現在は独立している）。10月、登録者が1000人を超えて収益化。
4月〜12月、サブスクオンラインレッスンサービス「Canday」（株式会社 PLUS）にて、占い鑑定の講師を担当。
鏡リュウジ主宰「東京アストロロジー・スクール」第4期 占星術基礎コース1及び2を修了。
2022年5月、YouTube登録者が1万人と総再生100万回を突破。
2023年2月、桜野カレン主宰 ルノルマンカード講座「ルノ塾」3期生として修了。
3月、5月、南青山のネイルサロン内で初のタロットワークショップを開催。
2024年1月、日本最大級の占いイベント「占いフェス2024」にて、ステージブースの司会進行役で出演。共演者は、暮れの酉（占い師）、神尾晋一郎（声優）、湊きよひろ（占い師）

## 人物・エピソード
- 小学生時に宮沢賢治『やまなし』を題材に卒業論文を書いた事をきっかけに、詩や文章を書き始めたとしている[1]。
- 北園克衛の影響を受け、コンクリート・ポエトリ（視覚詩）の手法で詩を制作していた。
- 90年代渋谷系音楽からの影響を公言しており、フリッパーズ・ギターのプロデューサーである牧村憲一や小山田圭吾と後に縁を持っている[10][11][16]。
- 中学・高校時での不登校や、成人後に鬱やパニック障害を患っていたことを公言している。
- ライターの大塚幸代からの影響を受けており、彼女の死後に追悼文をネットで発表している[17]。
- 初の肯定的なネット記事に喜んだはんにゃ金田哲にYouTubeを介して、名指しで礼を言われたことがある[18]。
- 長らくリスナーであった、バンド・blgtzのX（旧Twitter）をはじめとするSNS広報を担当している[19]。
- YouTubeでは、セーラームーンやサンリオなどファンシーなグッズが多数登場するのが特徴[20]。サムネイルや動画編集を自ら行なっていることも公言している。

## 主な執筆歴

### YouTuber
- 水溜りボンド インタビュー（KAI-YOU.NET 2019年10月2日）[21]
- 東海オンエア・てつや、アバンティーズ・そらちぃ インタビュー（KAI-YOU.NET 2020年1月8日）[22]
- コムドット・やまと インタビュー（KAI-YOU.NET 2022年10月17日）[23]
- フィッシャーズ・シルクロード イベントレポート（KAI-YOU.NET 2022年9月17日）[24]
- 平成フラミンゴ、躍進の秘密　コメント寄稿（NEWSポストセブン 2021年11月7日）[25]

### 音楽・アート
- 慶應義塾大学 春期講義「都市型ポップス概論」WEBレポート（2018年4月〜7月）[10]
- 「AUDIO ARCHITECTURE：音のアーキテクチャ展」展覧会レポート（2018年9月25日発行 自主制作ZINE『LEMON』）[11]
- 中村佑介 展覧会インタビュー（RealSound BOOK 2020年11月15日）[26]
- コーネリアス ライブレポート（2020年8月19日発売 『ポプシクリップ。マガジン第11号』）
- Three Berry Icecream（ex ブリッジ） アルバム『Three Berry Icecream』 ディスクレビュー[27]
- Emu 5thシングル『PARADE』 プレスリリース用ディスクレビュー
- blgtz 田村昭太 インタビュー（2023年6月21日発行 自主制作ZINE『Re:空白/ドキュメント』）[28]
- pays des fées (ペイデフェ) 『2024 Autumn/Winter collection ●IN■ Circle in Square』ステートメント（2024年3月11日「Rakuten Fashion Week TOKYO 2024 Autumn/Winter collection」会場配布）

### 占い
- 占いサイト『タロットパレット』『星読みテラス』記事執筆（株式会社 &U）
- 占い専門雑誌『マイカレンダー』執筆協力（説話社 2021年春号・2021年夏号）
- 「FCM フォーチュン・カード・マーケット」運営責任者・たなかせいこ インタビュー（Little Light 2021年10月7日）
- 『ユリイカ 総特集 タロットの世界』責任編集者・鏡リュウジ  取材記事担当（Little Light 2021年12月16日 ）
- 『マイカレンダー』 編集長・山田奈緒子 取材記事担当（Little Light 2021年12月23日）
- 東京タロット美術館 館長／ニチユー株式会社 代表取締役・佐藤元泰  取材記事担当（Little Light 2022年2月13日）
- 漫画『占いちゃんは決めきれない！』プロデューサー／原作者・岩見めぐみ  インタビュー（Little Light 2022年6月16日）

### 詩集
- 『音をつむげない人の為の、図形楽譜』（2009年制作・展示品）[29]
- 『コンクリート・ポエトリリック・スペース　書く女　一人一人が生き残る者である』（2011年制作・展示品）[30]
- 『私達のポエトリ・リーディング』（2012年制作・展示品）[31]
- 『アンドロメダのあと半年』（2014年制作・展示品）[32]
- 『サクリファイス都市 ①色彩都市』（2019年制作・販売品）[7]